# Motor serie

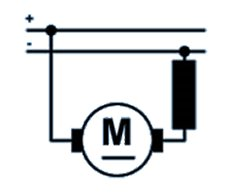
Motor eléctrico serie.

El motor serie o motores de excitación en serie es un tipo de motor eléctrico de corriente continua en el cual el inducido y el devanado inductor o de excitación van conectados en serie. El voltaje aplicado  es constante, mientras que el campo de excitación aumenta con la carga, puesto que la corriente es la misma corriente de excitación.
El flujo aumenta en proporción a la corriente en la armadura, como el flujo crece con la carga, la velocidad cae a medida que aumenta esa carga.

Las principales características de este motor son:
• Se embala cuando funciona en vacío, debido a que la velocidad de un motor de corriente continua aumenta al disminuir el flujo inductor y, en el motor serie, este disminuye al aumentar la velocidad, puesto que la intensidad en el inductor es la misma que en el inducido.
• La potencia es casi constante a cualquier velocidad.
• Le afectan poco las variaciones bruscas de la tensión de alimentación, ya que un aumento de esta provoca un aumento de la intensidad y, por lo tanto, del flujo y de la fuerza contraelectromotriz, estabilizándose la intensidad absorbida.